# حرب الكل ضد الكل

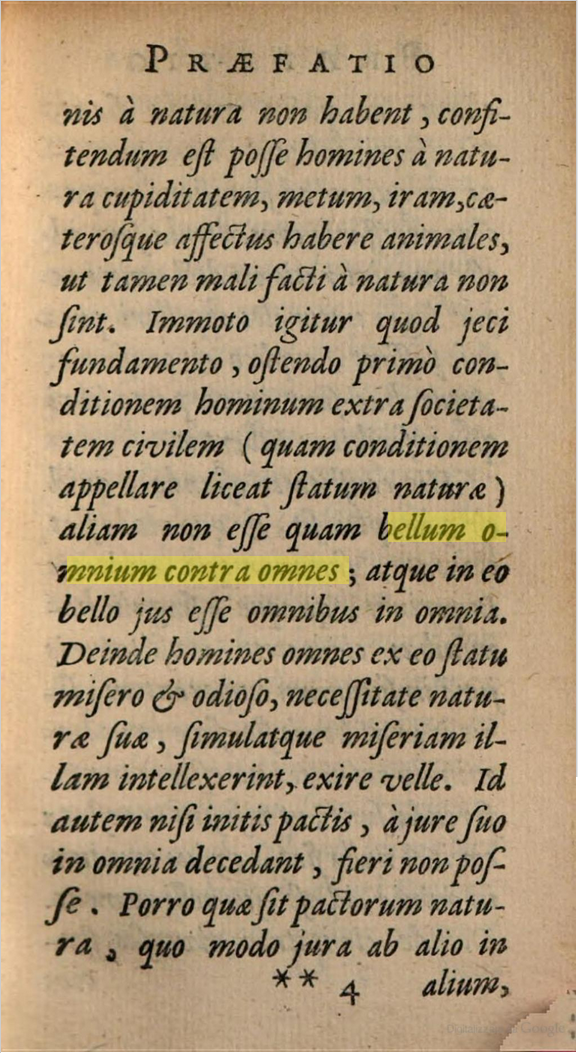
مقدمة كتاب "المواطن" (De Cive) حيث تظهر عبارة "الحرب الشاملة بين الجميع" لأول مرة. مأخوذة من الطبعة المنقحة التي طُبعت في عام 1647 في أمستردام (بواسطة ل. إلزفير).

حرب الكل ضد الكل (بالإنجليزية: the war of all against all)‏، (باللاتينية: Bellum omnium contra omnes) هي عبارة لاتينية تعني "حرب الكل ضد الكل"، هي الوصف الذي يقدمه توماس هوبز لوجود الإنسان في تجربة التفكير حول حالة الطبيعة التي يجريها في كتابه "المواطن" (1642) و"اللفياثان" (1651). الاستخدام الشائع الحديث بالإنجليزية هو "حرب كل ضد الجميع"، حيث تكون الحرب نادرة وتكون مصطلحات مثل "التنافس" أو "الصراع" أكثر شيوعًا.
في كتاب "اللفياثان" نفسه، يتحدث هوبز عن "حرب كل فرد ضد كل فرد"، وعن "حرب [...] كل رجل ضد كل رجل"، وعن "حرب دائمة بين كل رجل وجاره". لكن العبارة اللاتينية "الحرب الشاملة بين الجميع" تظهر في كتاب "المواطن".